# Klakah (Pasrepan)
Klakah is een bestuurslaag in het regentschap Pasuruan van de provincie Oost-Java, Indonesië. Klakah telt 1283 inwoners (volkstelling 2010).